# Hycleus dunalis
Hycleus dunalis es una especie de coleóptero de la familia Meloidae.

## Distribución geográfica
Habita en los Emiratos Árabes Unidos.